# الجمهورية (الفيوم)
قرية الجمهورية هي إحدى القرى التابعة لمركز طامية في محافظة الفيوم في جمهورية مصر العربية. حسب إحصاءات سنة 2006، بلغ إجمالي السكان في الجمهورية 8108 نسمة، منهم 4238 رجل و3870 امرأة.